# Reinhold Bachler
Pour les articles homonymes, voir Bachler.
Reinhold Bachler (né le 26 décembre 1944 à Eisenerz, Styrie) est un sauteur à ski autrichien.

## Palmarès

### Jeux olympiques
| Épreuve / Édition | Grenoble 1968 | Sapporo 1972 | Innsbruck 1976 |
| Petit Tremplin    | Argent        | 29e          | 6e             |
| Grand Tremplin    | 6e            | 24e          | 5e             |

### Tournée des Quatre Tremplins
- 3e du classement final en 1976.